# كاثرين كوبهام
كاثرين كوبهام (بالإنجليزية: Catherine Cobham)‏ هي أكاديمية بريطانية، تخصصت في دراسة وترجمة الأدب العربي.

## دراستها وعملها
حصلت كوبهام على درجة البكالوريوس في الآداب من جامعة ليدز، والماجستير في الآداب من جامعة مانشستر، وهي تعمل حاليًا بالتدريس في جامعة سانت أندروز.

## ترجماتها
ترجمت كوبهام العديد من الأعمال الأدبية من العربية إلى الإنجليزية لعدد من الكُتّاب العرب، منهم:
- أدونيس: مقدمة للشعر العربي (بالإنجليزية: An Introduction to Arab Poetics)‏
- فؤاد التكرلي: الرجع البعيد (بالإنجليزية: The Long Way Back)‏
- حنان الشيخ:
  - بريد بيروت (بالإنجليزية: Beirut Blues)‏
  - أكنس الشمس عن السطوح (بالإنجليزية: I Sweep the Sun Off Rooftops)‏
  - إنها لندن يا عزيزي (بالإنجليزية: Only in London)‏
  - مسك الغزال (بالإنجليزية: Women of Sand and Myrrh)‏
- نجيب محفوظ: ملحمة الحرافيش (بالإنجليزية: The Harafish)‏
- نوال السعداوي: مذكرات طبيبة (بالإنجليزية: Memoirs of a Woman Doctor)‏